# Manifestaciones en China del 27 de abril
Las manifestaciones en China del 27 de abril fueron marchas masivas estudiantiles en las principales ciudades de China durante las protestas de la Plaza de Tiananmén de 1989. Los estudiantes protestaban en respuesta al Editorial del 26 de abril publicado por el Diario del Pueblo el día anterior. El editorial afirmó que el movimiento estudiantil era antipartido y contribuía a una sensación de caos y desestabilización. El contenido del editorial incitó a la mayor protesta estudiantil del movimiento hasta el momento en Beijing, con 50 000 hasta 200 000 estudiantes marchando por las calles de Beijing antes de finalmente romper las líneas policiales en la Plaza de Tiananmén.

## Eventos
Después de la publicación del editorial, los estudiantes de la Universidad de Pekín se reunieron durante la noche para discutir sus planes para una marcha el 27 de abril. Algunas de las autoridades de la escuela intentaron persuadir a los estudiantes para que la cancelaran; dieron pistas de que si los estudiantes no protestaban, los funcionarios de la escuela utilizarían sus conexiones con el gobierno para iniciar diálogos. Pero los estudiantes estaban demasiado molestos para retirarse y su entusiasmo por la marcha no pudo ser reprimido. Solo marcharían una parte del camino, hasta el tercer anillo, pero no todo el camino hasta la Plaza de Tiananmén. Un académico observó que los estudiantes pensaron que demostraría que "rechazaron el editorial del 26 de abril pero no constituiría una provocación importante", porque los estudiantes todavía tenían miedo de que el gobierno usara la fuerza como represalia.

### Ubicación
Aunque los estudiantes se habían manifestado antes, las manifestaciones del 27 de abril fueron particularmente significativas, en parte porque su escala fue el caso más grande de desafiar al estado desde 1949. Los estudiantes protestaban en toda China: "no solo en ciudades donde ya se habían realizado manifestaciones, como Shanghái, Tianjin, Changchun, Xi'an, Wuhan, Nankín, Hangzhou, Hefei, Changsha, Chengdu y Chongqing, sino también en ciudades donde ahora estallaron manifestaciones por primera vez: Shenyang, Dalian, Shijiazhuang, Nanning, Kunming, Shenzhen, Yinchuan y Guilin".

### Manifestación en Beijing
La manifestación de Beijing fue la más grande, con una estimación de 30 000 estudiantes marchando, pero la mayoría de las fuentes afirman que estuvieron presentes entre 150 000 y 200 000. Sin embargo, es difícil determinar el número exacto de estudiantes manifestantes, porque había tantos ciudadanos de Beijing animándolos y apoyándolos en solidaridad.[cita requerida] En palabras del economista Chu-yuan Cheng, fue la primera vez que una "campaña de protesta estudiantil a favor de la democracia obtuvo el apoyo entusiasta de las masas". Según dos periodistas canadienses, el editorial del 26 de abril también había "golpeado un nervio en la piel de la población en general" y el enfoque en temas como la corrupción y la inflación despertó la simpatía del pueblo. Muchos de los estudiantes llevaban carteles, no abogando por el derrocamiento del PCCh, del que los había acusado el editorial del 26 de abril, sino más bien centrados en la democracia y la represión de la corrupción. Según Chai Ling, la Federación Autónoma de Estudiantes de Beijing había planeado organizar una manifestación en la Plaza el 27 de abril incluso "antes de que el veredicto del gobierno apareciera en el Diario del Pueblo" .

### Interacción entre estudiantes y el estado
Muchos funcionarios estaban preocupados por el tamaño y el apoyo de las manifestaciones: Yang Shangkun, con el permiso de Deng Xiaoping, hizo que 500 soldados del trigésimo octavo ejército de la Región Militar de Beijing entraran en Beijing en caso de que las manifestaciones se salieran de control. Esto se sumó a toda la policía de Beijing disponible, que incluía a estudiantes de la academia de policía. Pero miles de trabajadores rodearon a los soldados y los aislaron de los estudiantes; algunos de los trabajadores incluso despejaron las barricadas policiales para dejar que los estudiantes avanzaran. Los estudiantes, que marcharon durante 14 horas, obtuvieron más apoyo a medida que avanzaban, y el periodista canadiense Scott Simmie estimó que medio millón de ciudadanos participaron en la manifestación.
A pesar de la presencia de policías y militares, hubo poca o ninguna violencia o altercados entre ellos y los estudiantes. Ambos lados fueron disciplinados y, según algunos ciudadanos observadores, algunos de los estudiantes incluso estrecharon la mano de los oficiales y corearon "la policía popular ama a la gente". La policía tampoco recurrió a la violencia; ellos ralentizaron temporalmente a los manifestantes antes de finalmente hacerse a un lado y dejarlos pasar. También hubo poco o ningún vandalismo; un espectador chino comentó que "incluso los vagabundos y ladrones se portaron bien esta vez. Nadie quería causar problemas". Esto solo sirvió para mantener a flote los sentimientos de júbilo de los estudiantes y, en lugar de abandonar la marcha en el tercer anillo, como estaba planeado, su entusiasmo los obligó a continuar hasta la Plaza de Tiananmén.

## Consecuencias
Desde la perspectiva de los estudiantes, las manifestaciones del 27 de abril fueron un hito en el movimiento estudiantil: se dieron cuenta de que tenían el potencial de hacer una diferencia. Por primera vez, los estudiantes hablaban por la gente y los trabajadores; no se centraron únicamente en los intereses de estudiantes e intelectuales. Según la interpretación de un académico, la gente no pudo protestar, por lo que las manifestaciones estudiantiles asumieron las "frustraciones silenciosas de la población". También fue el primer caso en el que los estudiantes enfrentaron resistencias oficiales, como líneas policiales y presencia militar, con quienes interactuaron pacíficamente. El gobierno se volvió más conciliador y luego mantuvo diálogos con los estudiantes, lo que los animó a seguir protestando. Sirvió para revitalizar el movimiento e inspiró a los estudiantes al mostrar que sus acciones tenían consecuencias. Al día siguiente, en la Universidad Popular, se colocó un póster con un dazibao que explicaba la actitud de los estudiantes:
"los que pasamos por la experiencia estamos de acuerdo: la marcha fue una gran victoria en el proceso de democratización en China".
Esta fue la sensación inmediata de muchos de los estudiantes involucrados, pero su euforia duró poco. Las conversaciones con el gobierno no irían bien y la amenaza de violencia se cerniría sobre los diálogos. Algunos observadores incluso afirman que estas protestas no estuvieron libres de violencia. Un estudiante de medicina extranjero vio que "tres o cuatro estudiantes fueron llevados a cuidados intensivos esa noche, brutalmente golpeados, uno supuestamente con la espalda rota". Tras la noticia de esto, otro estudiante dijo que:
"'se derramará sangre (…) dónde pasaría esto, o qué tan pronto podría llegar, no pudo decirlo, pero sintió que iba a llegar". 
Si bien la violencia puede no haber sido inevitable, los eventos posteriores a las manifestaciones del 27 de abril no reflejaron la actitud triunfal de los estudiantes en ese momento.